# Bataille de la Ruhr
Bombardements stratégiques durant la Seconde Guerre mondiale
La bataille de la Ruhr (5 mars - 31 juillet 1943) est une campagne de bombardement stratégique visant la région de la Ruhr dans l'Allemagne nazie, menée par le Bomber Command de la RAF pendant la Seconde Guerre mondiale.
La Ruhr était le principal centre de l'industrie lourde allemande avec des cokeries, des aciéries, des usines d'armement et dix usines de pétrole synthétique. Les Britanniques ont attaqué 26 cibles identifiées dans l'offensive de bombardement combinée. Les cibles comprenaient les usines d'armement Krupp, l'usine d'huile synthétique Nordstern à Gelsenkirchen et l'usine Rheinmetal-Borsig à Düsseldorf, qui a été évacuée pendant la bataille. La bataille comprenait des villes telles que Cologne qui ne se trouvaient pas dans la Ruhr proprement dite, mais localisés dans la plus grande région Rhin-Ruhr, considérées comme faisant partie du complexe industriel de la Ruhr. Certaines cibles n'étaient pas des sites d'industrie lourde mais une partie de la production et du mouvement de matériel.
La Ruhr avait été attaquée par le Bomber Command à partir de 1940, ses défenses et les quantités de polluants industriels produisaient un smog semi-permanent qui gênait la visée des bombes. Parallèlement aux défenses actives des canons anti-aériens, des projecteurs et des chasseurs de nuit, les Allemands ont construit de grands leurres nocturnes tels que le site de leurre Krupp (Kruppsche Nachtscheinanlage) près d'Essen pour tromper les bombardiers afin qu'ils frappent en rase campagne. Les villes en dehors de la Ruhr ont été attaquées pour empêcher les Allemands de concentrer leurs défenses et avant la fin de la bataille, l'opération Gomorrhe le 24 juillet 1943 a initié la bataille de Hambourg. Après le virage vers Hambourg, le Bomber Command a continué à attaquer la Ruhr pour maintenir les défenses allemandes dispersées.

### Lectures complémentaires
- (en) L. Brown, A Radar History of World War II: Technical and Military Imperatives, Philadelphia PA, Institute of Physics Publications, 1999 (ISBN 978-0-7503-0659-1)
- (en) Richard D. Davis, Bombing the European Axis Powers: A Historical Digest of the Combined Bomber Offensive, 1939–1945, Maxwell Air Force Base, Air University Press, coll. « AD-a450 007 », 2006 (ISBN 978-1-4294-5551-0)
- (en) John Maynard, Bennett and the Pathfinders, London, Arms and Armour, 1996 (ISBN 1-85409-258-8)
- (en) E. B. Westermann, FlaK: German Anti-Aircraft Defences 1914–1945, Lawrence, KS, University Press of Kansas, 2001, 130–140 p. (ISBN 978-0-7006-1136-2), « Chapter Seven: Bombing around the Clock, 1943; The Battle of the Ruhr »